# 马槽乡
马槽乡，是中华人民共和国四川省绵阳市北川羌族自治县下辖的一个乡镇级行政单位。

## 行政区划
马槽乡下辖以下地区：
木坪村、坪地村、苦山村、黑亭村、花桥村、明头村和黑水村。

## 中国传统村落
2013年8月，黑水村被评为第二批中国传统村落。